# Воће
Воће су плодови који се једу као посластица, најчешће без додатне обраде.
Воће спада у посебну групу намирница које се, са појединим изузецима одликују:
- малом енергетском вриједношћу
- великим садржајем воде
- малом количином протеина и масти
- знатним садржајем угљених хидрата и целулозе
- богатством минералних састојака и витамина, као и садржајем других храњивих састојака као што су ензими, органске киселине, антоцијани, танини и др.

Због оваквог садржаја, прије свега, минералних састојака, витамина, целулозе, ензима и других који имају превасходно заштитну улогу у организму, као и садржају воћних шећера који представљају врло погодне изворе енергије, воће и поврће има велики значај за људско здравље.

## Значај воћа у исхрани
Основне заједничке одлике воћа су:
- релативно мала енергетска вредност, осим код неких врста, као што су: банане, кестен, орах, љешњак, бадем. Исто вриједи и за сушено воће: суве шљиве, суве смокве, суво грожђе);
- висок садржај воде, с тим што се изузимају љускасто и сушено воће;
- знатан садржај угљених хидрата, а нарочито воћних шећера глукозе и фруктозе;
- мали садржај протеина и масти, изузимајући љускасто воће;
- богатство минералним састојцима и витаминима;
- знатан садржај целулозе (биљна влакна), органских киселина и других састојака (пектини, антоцијани и други ).

Воће је богат извор витамина, мада их, у поређењу са поврћем, садржи мање. Од витамина воће садржи највише витамина C и каротина. Њихова количина зависи од врсте воћа, сорте као и низа других чинилаца. Витамин C није подједнако распоређен у цијелом плоду. Највише га има у љусци и испод ње. Други витамин по важности и количини је каротин. Највише га садрже: кајсија, ананас, сува шљива, бресква итд. У мањим количинама воће садржи и друге витамине: К, Е, витамине B групе.

## Галерија
- Сува шљива, Фестивал зимнице, Коцељева
- Воће за припрему свежих воћних сокова на тезгама у Истанбулу
- Корпа пуна јабука